# Chimichanga

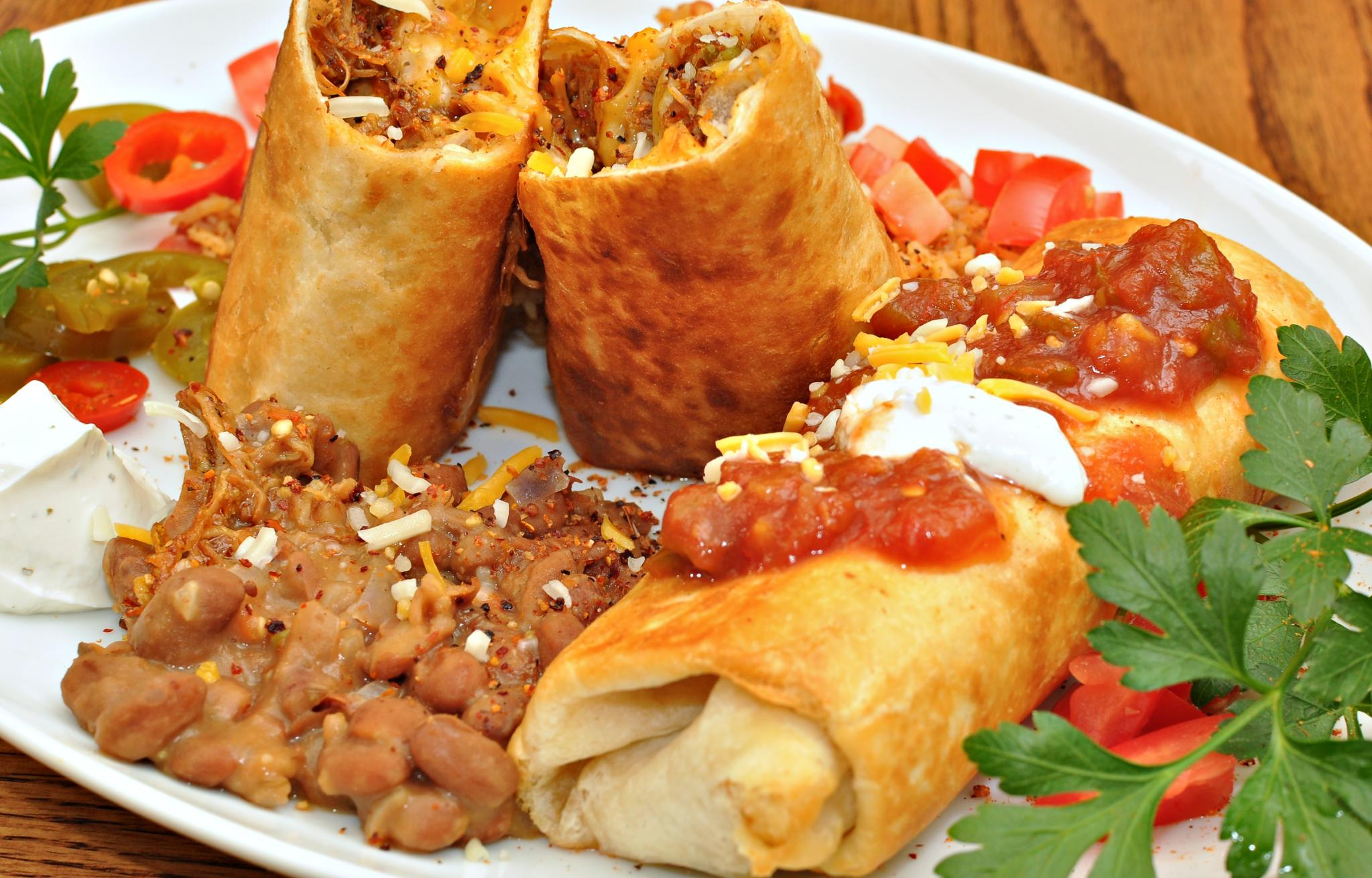
Chimichangy

Chimichanga (čimičanga, anglická výslovnost /ˌtʃɪmɪˈtʃæŋɡə/) je smažené plněné burrito. Je součástí Tex-Mex kuchyně a kuchyně Jihozápadu USA. Pokrm se připravuje tak, že se pšeničná tortilla naplní nejčastěji rýží, sýrem, fazolemi a masem, jako je machaca (nakrájené nebo trhané maso), carne adobada (marinované maso), carne seca (sušené hovězí maso) nebo drcené kuře, a složí se do obdélníkového balíčku. Ten se poté smaží a servíruje obvykle se salsou, guacamole nebo zakysanou smetanou.

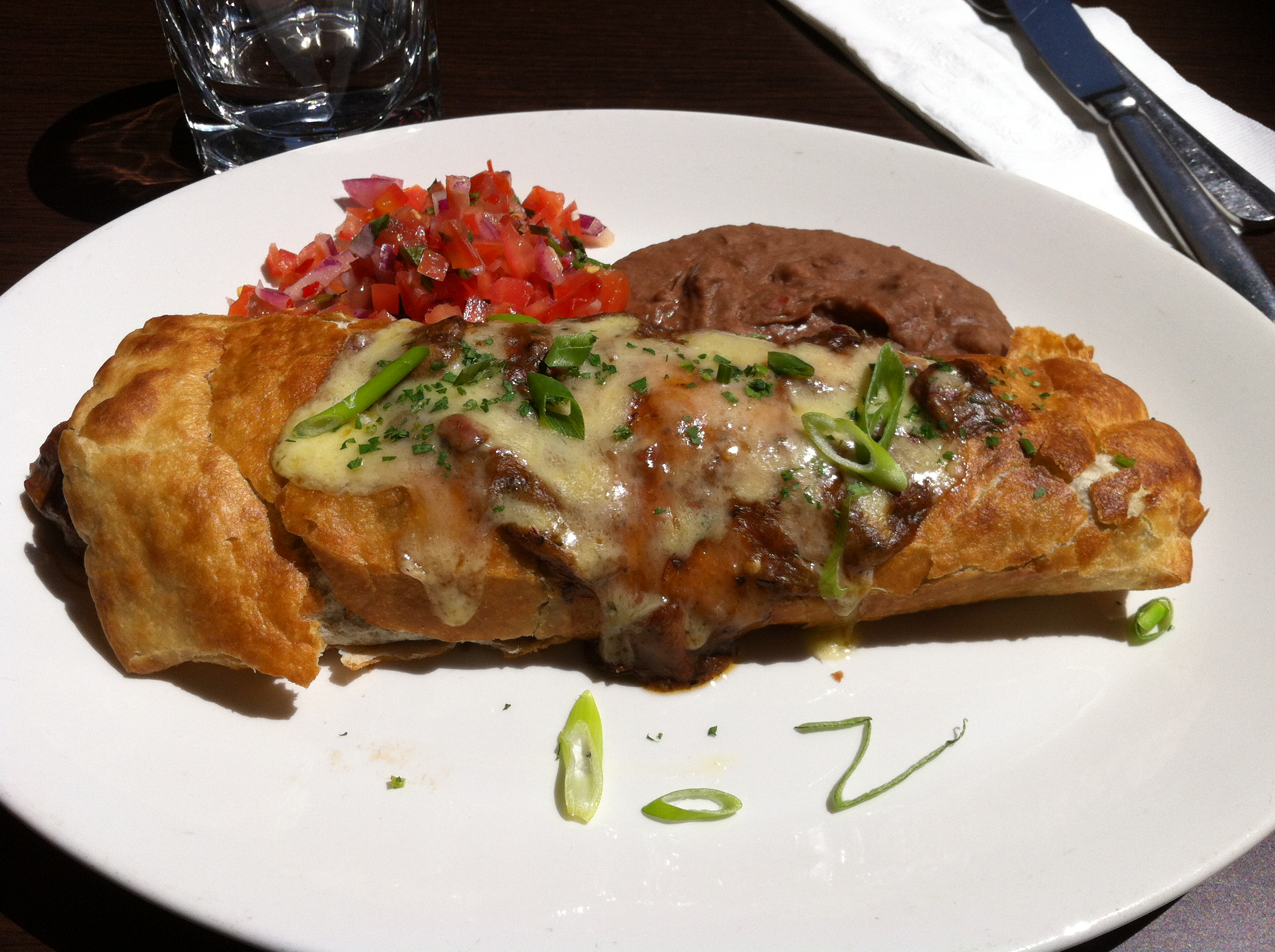
Chimichanga podávaná v restauraci (Melbourne, Austrálie)

Původ slova chimichanga je nejistý. Podle mexického lingvisty a filologa Francisca J. Santamaríi Diccionario de Mejicanismos (1959), je chivichanga regionalismus ze státu Tabasco a znamená maličkost, tedy něco nevýznamného.